# Iroquois (Dakota del Sud)
Iroquois és una població dels Estats Units a l'estat de Dakota del Sud. Segons el cens del 2000 tenia 278 habitants.

## Demografia
Segons el cens del 2000, Iroquois tenia 278 habitants, 113 habitatges, i 77 famílies. La densitat de població era de 202,5 habitants per km².
Dels 113 habitatges en un 31,9% hi vivien nens de menys de 18 anys, en un 56,6% hi vivien parelles casades, en un 10,6% dones solteres, i en un 31% no eren unitats familiars. En el 31% dels habitatges hi vivien persones soles l'11,5% de les quals corresponia a persones de 65 anys o més que vivien soles. El nombre mitjà de persones vivint en cada habitatge era de 2,46 i el nombre mitjà de persones que vivien en cada família era de 3,06.
Per edats la població es repartia de la següent manera: un 28,4% tenia menys de 18 anys, un 6,1% entre 18 i 24, un 28,8% entre 25 i 44, un 16,9% de 45 a 60 i un 19,8% 65 anys o més.
L'edat mediana era de 37 anys. Per cada 100 dones de 18 o més anys hi havia 93,2 homes.
La renda mediana per habitatge era de 25.625 $ i la renda mediana per família de 36.250 $. Els homes tenien una renda mediana de 25.417 $ mentre que les dones 16.806 $. La renda per capita de la població era de 13.277 $. Entorn del 18,8% de les famílies i el 17,4% de la població estaven per davall del llindar de pobresa.

## Poblacions més properes
El següent diagrama mostra les poblacions més properes.